# Vie quotidienne des femmes dans les vallées alpines
La vie quotidienne des femmes dans les vallées latérales du Valais se trouve profondément bouleversée par la construction des barrages et le développement de l'hydroélectricité au cours du XXe siècle.

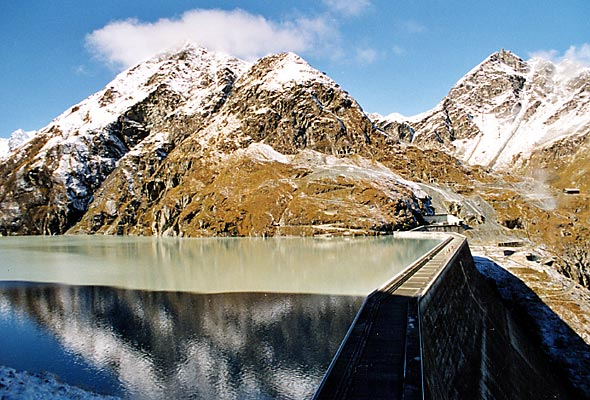
Barrage de la Grande-Dixence en Valais.

## Historique

### L'économie des vallées latérales
Au XXe siècle, mais surtout au début de la seconde moitié du siècle, la population des vallées latérales du Valais est confrontée à la construction des barrages qui sont à la source de profondes transformations de leurs modes de vie. D'une vie fondée sur l'agropastoralisme, elle glisse vers l'économie de marché et le tourisme. Les femmes du Val des Dix et des vallées de Bagnes, d'Anniviers, de Saas ou du Trient sont les témoins privilégiées de ces changements intervenus dans leur vie quotidienne par l'édification des barrages de la Dixence (1935), de la Grande-Dixence (1953-1961), de Mauvoisin (1951-1958), de Moiry (1954-1958), de Mattmark (1960-1965) ou ceux d'Émosson (Barberine (1920 à 1925), Vieux-Émosson (mise en service en 1955) et Émosson (1967-1973).

### Le travail des femmes
À la faveur de ces constructions, les hommes quittent leurs habits de paysans pour s'engager au barrage et devenir des ouvriers qui s'exposent aux dangers des chantiers de la montagne. On les appelle communément des ouvriers-paysans. Toutefois, les témoignages des femmes de ces vallées montrent qu'en plus des activités maternelles et ménagères, ce sont elles qui se chargent du travail agricole en l'absence des hommes : elles gouvernent le bétail, cultivent les jardins potagers, travaillent la vigne, fauchent, font les foins et se rendent au mayen avec les enfants au printemps avant la montée du bétail à l'alpage. Toutes ces tâches sont réalisées sans donner lieu à rémunération car une grande partie de leur production est consommée directement par la famille. Le salaire des hommes représente la plus grande partie du revenu monétaire familial. Selon les termes de Marie Métrailler, une tisserande d'Evolène, une femme célibataire et indépendante, « l'économie alpine repose sur le dos des femmes ».

### La découverte du travail salarié
Quand les travaux du barrage de la Grande-Dixence touchent à leur fin en 1961, les autorités de la commune d'Hérémence obtiennent que deux usines de micromécanique s'installent dans la commune afin d'éviter l'exode rural. Ce sont les femmes qui, les premières, s'engagent comme ouvrières. Elles apprennent que, contrairement au travail agricole, le travail à l'usine a une fin, que les horaires sont réguliers et qu'elles sont rémunérées.
De la construction des barrages, il résulte que, dans les vallées latérales, l'insertion sociale des femmes se modifie : elles s'engagent soit dans des usines comme à Hérémence ou à Sembrancher soit dans l'hôtellerie avec l'essor du tourisme dans les Alpes. Les plus jeunes d'entre elles ont accès aux études supérieures depuis la loi valaisanne sur l'instruction publique de 1962.

### Le déclin de la famille paysanne
Le travail salarié permet aux femmes de comprendre que leurs activités peuvent être reconnues ; le travail à l'usine pousse les femmes à vendre le bétail dont elles assument la responsabilité. C'est la dernière étape d'un processus qui voit décliner peu à peu la conception de la famille paysanne dans laquelle chacun de ses membres œuvre pour le bien commun.